# Adam Vlkanova
Adam Vlkanova, né le 4 septembre 1994 à Hradec Králové en Tchéquie, est un footballeur international tchèque qui évolue au poste de milieu offensif au Ruch Chorzów en prêt de Viktoria Plzeň.

## Biographie

### En club
Né à Hradec Králové en Tchéquie, Adam Vlkanova est notamment formé par différents clubs de sa ville natale, à commencer par le Nový Hradec Králové, puis le FC Hradec Králové et enfin le Olympia Hradec Králové (en). Il rejoint finalement le Bohemians 1905 à l'été 2013 et c'est avec ce club évoluant alors en deuxième division tchèque qu'il fait ses débuts en professionnels. Il joue son premier match le 27 juillet 2014, lors de la première journée de la saison 2013-2014 contre le FK Frýdek-Místek (en). Il est titularisé et délivre une passe décisive sur le seul but de son équipe, mais ne peut empêcher la défaite des siens (5-1 score final).
En février 2014 il est recruté par le FC Hradec Králové. Il est toutefois prêté jusqu'à la fin de la saison au Bohemians Prague et arrive dans son nouveau club à l'été 2014.
Lors de la saison 2015-2016 il participe à la promotion du club en première division, le FC Hradec Králové terminant deuxième du championnat.
Il inscrit son premier but dans l'élite du football tchèque le 20 mai 2017, contre le Sparta Prague mais ne peut empêcher la défaite de son équipe (3-2 score final). Le club retrouve toutefois la deuxième division un an plus tard, terminant avant dernier lors de la saison 2016-2017.
Vlkanova participe à la montée du club en première division, le FC Hradec Králové étant sacré champion de deuxième division à l'issue de la saison 2020-2021, et retrouvant l'élite du football tchèque quatre ans après l'avoir quittée.
Le 31 août 2022, Adam Vlkanova s'engage en faveur du Viktoria Plzeň. Il signe un contrat de trois ans, soit jusqu'en juin 2025.

### En sélection
En mai 2022, Adam Vlkanova est convoqué pour la première fois avec l'équipe nationale de Tchéquie, par le sélectionneur Jaroslav Šilhavý. Il honore sa première sélection lors de ce rassemblement, contre le Portugal le 9 juin 2022. Il entre en jeu à la place d'Adam Hložek et les Tchèques s'inclinent sur le score de deux buts à zéro ce jour-là.

## Palmarès
FC Hradec Králové
- Championnat de Tchéquie de deuxième division (1) :
  - Champion : 2020-2021.